# Uta Pippig
Uta Pippig (* 7. September 1965 in Leipzig) ist eine ehemalige deutsche Langstreckenläuferin, die ihre größten Erfolge auf der Marathondistanz hatte und 1992 und 1996 bei den Olympischen Spielen startete.

## Sportlicher und persönlicher Werdegang
Pippig wurde als Tochter einer Ärztin und eines Arztes in Leipzig geboren, wuchs in der DDR auf und begann im Alter von 13 Jahren mit dem Langstreckenlauf. Trainer waren unter anderem Friedrich Janke und Dieter Hogen. Im September 1991 berichtete Pippig gegenüber der Zeitschrift Neue Revue, Janke habe ihr Anabolika gegeben, als sie 17 Jahre alt war.
1986 und 1987 wurde sie DDR-Meisterin im Marathonlauf aufgrund ihrer Siege beim Leipzig-Marathon.
Sie studierte Medizin an der Humboldt-Universität Berlin, weitere vier Jahre an der Freien Universität Berlin, beendete das Studium jedoch nicht, um sich ganz ihrer sportlichen Karriere zu widmen. Im Januar 1990 verließ sie die DDR (vor der Wiedervereinigung) und gewann im selben Jahr das Eurocross-Rennen in Luxemburg sowie den Berlin-Marathon. 1991 belegte Pippig den sechsten Platz auf 10.000 Meter bei den Weltmeisterschaften in Tokio, den dritten Platz bei den Straßenlauf-Weltmeisterschaften auf der 15-km-Distanz und 1992 den siebten Platz bei den Olympischen Spielen in Barcelona.
Sie siegte erneut beim Berlin-Marathon und gewann 1993 den New-York-City-Marathon. 1994 gewann sie mit 2:21:45 h den Boston-Marathon und lief damit ihre persönliche Bestzeit. Es war die bis dahin schnellste je von einer Deutschen gelaufene Zeit und wurde erst von Irina Mikitenko 2008 unterboten. Pippig gewann daraufhin 1995 den Boston- und den Berlin-Marathon sowie erneut 1996 den Boston-Marathon trotz einer sich beständig verschlimmernden ischämischen Kolitis (Darmentzündung). Beim Marathon der Olympischen Spiele 1996 in Atlanta musste Pippig wegen ihrer Darmbeschwerden nach 35 km aufgeben, obwohl sie zuvor in Führung gelegen hatte.
1998 wurde bei einer außerhalb der Wettkampfzeit stattfindenden Dopingkontrolle ein zu hoher Testosteron/Epitestosteron-Quotient ermittelt. Der DLV versuchte daraufhin, Pippig mit einer zweijährigen Sperre zu belegen. Dagegen ging diese juristisch vor, da sie ein Verhütungsmittel einnahm und an einer chronischen Darmentzündung litt, was bei der Auswertung der Ergebnisse nicht berücksichtigt worden war. Die Auseinandersetzung endete mit einem schiedsgerichtlichen Vergleich, bei dem der DLV die Sperre und jeglichen Hinweis auf einen Dopingverstoß zurücknahm.
2004 zog sich Pippig vom Leistungssport zurück. Sie hatte bei einer Größe von 1,68 m ein Wettkampfgewicht von 50 kg.

## Tätigkeiten nach Beendigung der Laufkarriere
Pippig hat zusätzlich zur deutschen auch die amerikanische Staatsbürgerschaft angenommen und lebt in den USA. Dort nutzt sie ihre Popularität, um gemeinnützige Projekte zu unterstützen, z. B. das Dana-Farber Cancer Institute in Boston.
Am 20. November 2006 wurde Uta Pippig Präsidentin der Firma „Take The Magic Step“ in Boca Raton, Florida, die unterschiedliche Angebote Pippigs vertreibt, wie das gleichnamige Lauf- und Fitnessprogramm Pippigs und die seit 2012 angebotene internationale Vortragsserie „Running To Freedom“, in der individuelle und gesellschaftliche Querbezüge zwischen Laufen, Fitness und Freiheitsbegriff hergestellt und mit Pippigs persönlichem Lebenslauf verknüpft werden.
Seit 2016 veröffentlicht Pippig Beiträge in der Kolumne „Lauflegende Uta Pippig“ für die Tageszeitung Die Welt und schreibt die Kolumne „Utas Fußnote“ für das Laufmagazin Laufzeit & Condition. Seit 2017 ist Pippig auch als Expertin für den Berlin-Marathon tätig.

## Ergebnisse
| Jahr                                         | Veranstaltung                                | Ort                                          | Platz                                        | Strecke                                      | Zeit min/h                                   |
| Gelaufen für Deutsche Demokratische Republik | Gelaufen für Deutsche Demokratische Republik | Gelaufen für Deutsche Demokratische Republik | Gelaufen für Deutsche Demokratische Republik | Gelaufen für Deutsche Demokratische Republik | Gelaufen für Deutsche Demokratische Republik |
| -------------------------------------------- | -------------------------------------------- | -------------------------------------------- | -------------------------------------------- | -------------------------------------------- | -------------------------------------------- |
| 1986                                         | Leipzig-Marathon                             | Leipzig                                      | 1.                                           | Marathon                                     | 2:37:56                                      |
| 1987                                         | Weltmeisterschaften                          | Rom                                          | 14.                                          | Marathon                                     | 2:39:30                                      |
| 1987                                         | Leipzig-Marathon                             | Leipzig                                      | 1.                                           | Marathon                                     | 2:30:50                                      |
| 1990                                         | Berlin-Marathon                              | Berlin                                       | 1.                                           | Marathon                                     | 2:28:37                                      |
| Gelaufen für Deutschland                     |                                              |                                              |                                              |                                              |                                              |
| 1991                                         | Weltmeisterschaften                          | Tokio                                        | 6.                                           | 10.000 m                                     | 31:55,68                                     |
| 1991                                         | World Women’s Road Race Championships        | Nieuwegein                                   | 3.                                           | 15 km                                        | 48:44                                        |
| 1992                                         | Olympische Spiele                            | Barcelona                                    | 7.                                           | 10.000 m                                     | 31:36,45                                     |
| 1992                                         | Berlin-Marathon                              | Berlin                                       | 1.                                           | Marathon                                     | 2:30:22                                      |
| 1993                                         | Weltmeisterschaften                          | Stuttgart                                    | 9.                                           | 10.000 m                                     | 31:39,97                                     |
| 1993                                         | New-York-Marathon                            | New York                                     | 1.                                           | Marathon                                     | 2:26:24                                      |
| 1994                                         | Boston-Marathon                              | Boston                                       | 1.                                           | Marathon                                     | 2:21:45                                      |
| 1995                                         | Boston-Marathon                              | Boston                                       | 1.                                           | Marathon                                     | 2:25:11                                      |
| 1995                                         | Berlin-Marathon                              | Berlin                                       | 1.                                           | Marathon                                     | 2:25:37                                      |
| 1996                                         | Boston-Marathon                              | Boston                                       | 1.                                           | Marathon                                     | 2:27:12                                      |
| 1996                                         | Olympische Spiele                            | Atlanta                                      | —                                            | Marathon                                     | abgebrochen                                  |